# مسجد الاستقامة
مسجد الاستقامة هو مسجد يقع في سنغافورة، اكتمل بناء المسجد في عام 1999، وهو المسجد الوحيد في سنغافورة الذي كان يمتلك أرض مخصصة قبل تعيين لجنة بناء المساجد من قبل المجلس الديني الإسلامي في سنغافورة .

## التاريخ
مسجد الاستقامة هو المسجد الثاني الذي تم بنائه في المرحلة الثالثة من مشروع صندوق بناء مساجد برئاسة المجلس الديني الإسلامي في سنغافورة، يقع مبنى المسجد في سيرانغون الشمالية في ركن من أركان فيس تشو كانغ وعلى طريق وآنغ مو افي الثالث، من المدخل الأمامي لسيرانغون شمال شارع الثاني، المساجد الجديدة التي بنيت في هذه المرحلة تتم تسميتها بالصفات الفاضلة، وهي استمرارا لأول مسجد بني في هذه المرحلة وهو مسجد الخير، المسجد يتكون من ثلاثة طوابق مع مزيج من تصاميم نوسانتارا وتصاميم الشرق الأوسط والبلاد العربية وتصاميم موريشيوس، ويمكن للمسجد أن يستوعب حد أقصى قدره 3،300 مصلي في وقت واحد، ينقسم المبنى إلى منطقتين، المنطقة العامة تحتل جزء المواجهة، والقسم متعددة الأغراض ويشكل عمق المسجد، المنطقة العامة لا سطح لها بنيت من الأخشاب الصلبة ويمكن أن تستوعب عدد من المصلين يتراوح بين حوالي 480 مصلي في الطابق الأول، 330 مصلي في الطابق الثاني، 270 مصلي في الطابق الثالث .

## البناء
عندما تم شراء قطعة أرض لبناء مسجد في الثاني عشر من شهر أغسطس من عام 1992، وجمعت الأموال من لجنة شكلت لبناء المسجد، وكان المبلغ المقدر والمطلوب 700،000 دولار سنغافوري لتلبية المتطلبات الأساسية في المرحلة الأولى من بناء المسجد، عندما تشكلت لجنة بناء المساجد في شهر أكتوبر من 1994 سعت من خلال العمل الجاد من المتطوعين ومساهمات من المجتمع المسلم داخل مناطق هوقانج وسيرانغون وآنغ مو لجمع الأموال الازمة لبناء المسجد، وبدأ البناء في شهر مارس من 1998، وفي الحادي عشر من شهر يونيو من عام 1999 اكتملت أعمال بناء المسجد النهائية، وفي السابع عشر من شهر حزيران من عام 2000 تم افتتاح مسجد الاستقامة من الأمين العام الدائم للتعليم السيد محمد مايدين باكر محمد .

## أئمة المسجد
- الحاج هاشم إسماعيل (1999 - 2003) .
- الحاج محمد السحيمي محسن (2003 - 2007) .
- الحاج محمد سات بن مطري (2007 - إلى الوقت الحاضر) .